# Canal Terror
Canal Terror of Canalterror was tussen 1980 en 1984 een Duitse hardcore punkband.

## Geschiedenis
In 1980 waren de grondleggers van deze band Tommy, Volker en Dominik tussen de 15 en 17 jaar oud. In 1981 voegde de toenmalige 14-jarige Rainer Banse bij de band. Datzelfde jaar verscheen de eerste demo en een super 8-film waarop ze voor het eerst hun populairste lied "Staatsfeind" ten gehore brachten. Tevens droegen ze dat jaar bij aan het verzamelalbum "Soundtracks zum Untergang 2" van Aggressive Rockproduktionen (AGR). In dit jaar deed de band eerste optredens in Keulen en Bonn met Black Flag, Minuteman en Slime. De volgende twee jaren volgden nieuwe demo's. In december 1982 werd de LP "Zu spät für"opgenomen. Die LP verscheen echter pas in het voorjaar van 1983 nadat er verschillen van mening waren ontstaan met de eigenaar van het AGR label. Dat jaar verliet Tommu de band en nam Rainer de zangmicrofoon over. Voormalig Toxoplasma bassist Stefan kwam als nieuwe drummer in de band. Frank Glienke kwam voor een korte tijd als tweede gitarist de band aanvullen. In deze tijd werden opnamen gemaakt voor het verzamelalbum "Underground Hits 2". Daarna wederom meningsverschillen waarna Dominik en Volker de band verlieten. Op het Nederlandse verzamelalbum Babylon: bleibt fahren staat het nummer "Staatsfeind" van voor de breuk. In 1991 deed de band een reünie optreden in Bonn. In 1992 verscheen daarvan een LP/CD "Canal Terror – Live in Bonn" van het AGR label. Drie nummers van dat optreden verschenen op het verzamelalbum "Deutschpunk Kampflieder". Deze nummers waren hernoemd en voor de publicatie ervan had de band geen toestemming had gegeven. In een proces tegen het label werden de rechten alsnog aan de band toegewezen. In 1997 verscheen de officiële heruitgave van het debuutalbum "Saufbauch" van het verzamelalbum "Bollocks to the Gonads" met "Here’s the Testicles" als bonus.

## Bezetting
- Tommy "Travolta" Koeppe (tot 1983) - zang
- Volker "Terror" Stanetzki - basgitaar
- Dominik "Junk Punk" Schetting (tot 1983) - gitaar

### Voormalige bandleden
- Christian "Criss" Banse (1982) - basgitaar
- Frank "KutA" Glienke (1983) - gitaar
- Rainer Banse (vanaf 1981) - drums en zang
- Stefan Ziehn (vanaf 1983) - drums

## Discografie

### Albums
- 1983: LP - Zu spät (Aggressive Rockproduktionen)
- 1992: LP/CD/VHS - Live in Bonn (Red Rossetten Records)

### Onofficiële uitgaven
- 1981: MC - Live In Bonn 1981 (Anti Hero Tapes)
- 1983: MC - Live In Bonn 30. April 1983 (Vollsuff Tapes)
- o.J.: MC - Demos 1981 - 83

### Verzamelalbums
- 1982: Soundtracks zum Untergang 2
- 1983: Bollocks to the Gonads - Here's the Testicles
- 1984: Underground Hits 2
- 1985: Babylon: bleibt fahren